# Борисовский завод агрегатов
ОАО «Борисовский завод агрегатов» (ОАО «БЗА»; бел. ААТ «Барысаўскі завод агрэгатаў») — белорусская машиностроительная компания, расположенная в городе Борисове Минской области.

## История
Предприятие было создано в 1958 году на базе ликвидированной судоверфи (в 1957—1958 годах действовал станкостроительный или станкоремонтный завод). В 1958 году был организован цех — филиал Минского тракторного завода по производству гидромеханизмов. В 1961 году предприятие преобразовано в самостоятельный завод гидроаппаратуры, в 1970 году — в завод агрегатов. В 1960-е годы завод освоил производство маслонасосов, водяных насосов, топливных и масляных фильтров, в 1967 году введён в эксплуатацию новый производственный корпус. В 1965 году завод был подчинён Главному управлению по производству тракторных и комбайновых двигателей Министерства тракторного и сельскохозяйственного машиностроения СССР, в 1974 году — Всесоюзному объединению по производству тракторных и комбайновых двигателей «Союзтрактородвигатель» того же министерства. В 1983 году завод вошёл в состав производственного объединения «Минский тракторный завод» как самостоятельное предприятие. В 1980-е годы завод был переориентирован на производство турбокомпрессоров, для чего была проведена реконструкция, введены новые цеха, в 1990-е годы — 6-этажный административно-бытовой корпус и новые корпуса цехов № 2, № 4 и № 6. В 2000 году завод преобразован в республиканское унитарное предприятие, в 2009 году — в открытое акционерное общество.     В 2003 году завод планировал начать построить ведомственную троллейбусную линию, однако из-за экономических трудностей которые испытывал завод в 2000-е годы, проект был временно заморожен.

## Современное состояние
Завод производит турбокомпрессоры, пневмокомпрессоры, водяные и масляные насосы, масляные фильтры, приводы гидронасосов и тахоспидометров и другую продукцию. Входит в холдинг «Автокомпоненты». На предприятии занято 1054 сотрудника (2018 год).